# Calliope obscura
Calliope obscura é uma espécie de ave da família Muscicapidae.
Pode ser encontrada nos seguintes países: China e Tailândia.
Os seus habitats naturais são: florestas temperadas, florestas subtropicais ou tropicais húmidas de baixa altitude e matagal de clima temperado.
Está ameaçada por perda de habitat.